# Uncial 072
Uncial 072 (numeração de Gregory-Aland), ε 011 (von Soden), é um manuscrito uncial grego do Novo Testamento. A paleografia data o codex para o século 5 ou século 6.

## Descoberta
Codex contém o texto do Evangelho segundo Marcos (2,23-3,5), em 1 folha de pergaminho (20 x 15 cm), e foi escrito com uma coluna por página, contendo 35 linhas cada. Ele é um palimpsesto, o texto superior está em árabe. 
O texto grego desse códice é um representante do Texto misto. Aland colocou-o na Categoria III.
Ele foi mantido em Qubbat al-Khazna in Damasco.